# Attributi araldici di forma geometrica
Gli attributi araldici di forma geometrica sono quelli che definiscono la forma geometrica assunta da una pezza o da una figura che compare in uno stemma.

## A

### A chiave
Il termine indica una figura le cui estremità hanno la forma di una chiave antica, cioè contemporaneamente patente e appuntita, che forma quindi tre angoli in tutto. 
Una pezza a chiave è necessariamente scorciata, dal momento che le sue estremità devono essere visibili. 
Il caso più noto di croce a chiave è quella della croce di Linguadoca «di rosso, alla croce a chiave, vuota e pomata d'oro». Le dodici punte pomate della croce di Tolosa possono essere distribuite uniformemente in cerchio, come i punti orari di un orologio, ma questa disposizione non è obbligatoria.

Di rosso, alla croce a chiave, vuota e pomata d'oro

### A ferro da mulino
Il termine indica una pezza le cui estremità hanno la forma di un ferro da mulino.

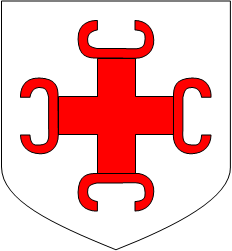
D'argento, alla croce a ferro da mulino di rosso

### A spina di pesce
A spina di pesce è un termine utilizzato in araldica per indicare una linea di contorno con angoli rientranti e taglienti a lunghi lati.
Molti araldisti utilizzano il termine increspato. Quando i denti sono più piccoli si preferisce il termine dentato.

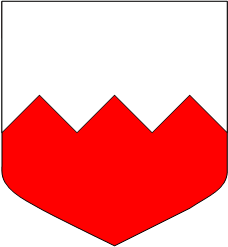
Partito a spina di pesce d'argento e di rosso
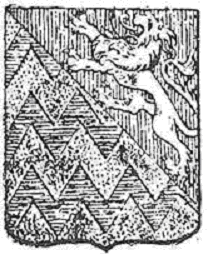
Trinciato; il 2° fasciato a spina di pesce d'oro e d'azzurro

### Accoppiato
Accoppiato è un termine utilizzato in araldica per indicare animali legati a due a due, specialmente nel caso di cani da caccia. È usato anche per due cose diverse legate insieme 

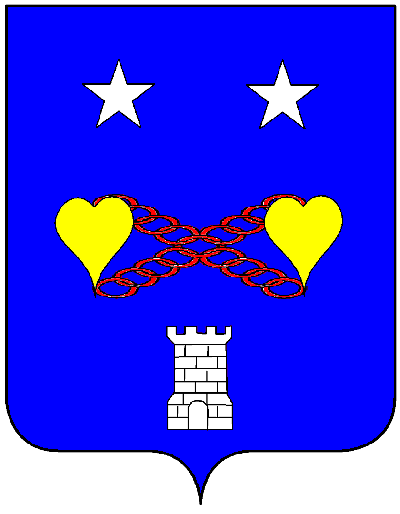
Due cuori accoppiati da una catena (stemma della famiglia Aubel de Pymont)

### Aguzzato
Aguzzato è un termine utilizzato in araldica quando ad una figura, o pezza si fanno, contro sua natura, una o più estremità acute.
Il termine si riferisce quasi esclusivamente alle pezze lunghe, come pali o croci, le cui estremità sono tagliate a punta «d'argento, alla fascia aguzzata di rosso».
Per le pezze verticali aguzzate nella sola parte inferiore si preferisce il termine fitto.

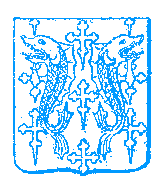
Croci aguzzate
Di rosso, al palo aguzzato d'argento accostato da sei merlotti dello stesso ordinati in due pali (stemma di Vauville, Francia)
Partito d'azzurro e di rosso, al palo aguzzato in punta d'argento (Kalinkavičy, Bielorussia)
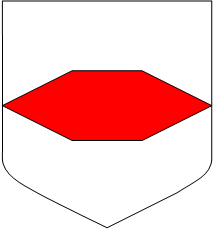
D'argento, alla fascia aguzzata di rosso

### Ancorato
Ancorato è un termine utilizzato in araldica come qualificativo di disposizione quando le pezze scorciate terminano a foggia di ancora.
L'elemento che costituisce l'estremità delle pezze ancorate è detto anche graffio (fr: grappin). «troncato d'oro e d'azzurro, alla croce ancorata d'argento» (Principato di Gradisca).

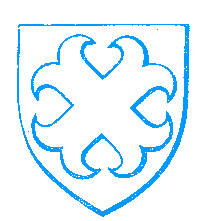
Croce di Sant'Andrea ancorata
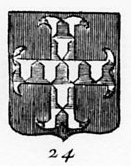
Croce ancorata di vaio
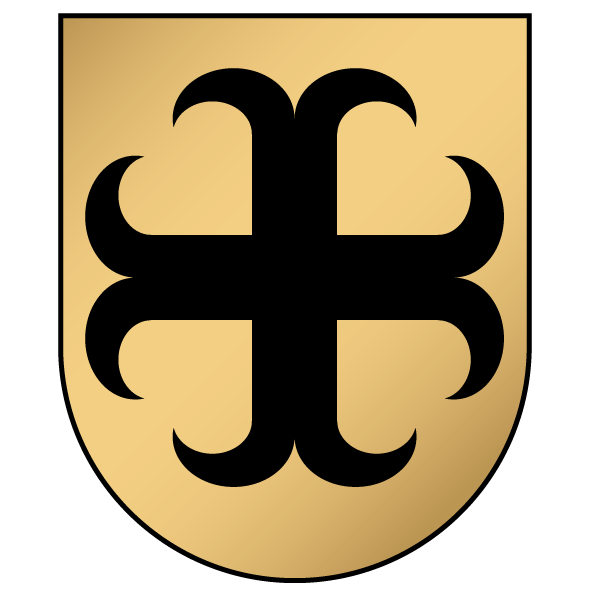
D'oro alla croce ancorata di nero
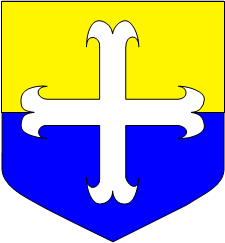
Troncato d'oro e d'azzurro, alla croce ancorata d'argento

### Ansato
Il termine indica una pezza, tipicamente una croce, con le braccia che terminano in forma di ankh.

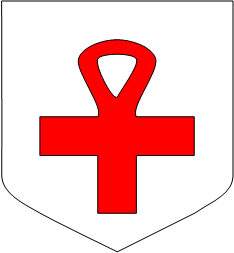
D'argento, alla croce ansata in capo di rosso

## B

### Biforcata
Biforcata è un termine utilizzato in araldica per indicare la croce patente i cui bracci terminano con due punte allungate; sono biforcate le croci di Malta e di Santo Stefano.

Croce dell'Ordine di Malta

### Bocciolato
Modifica di una croce o di una pezza allungata che consiste nel terminarla con un bocciolo di fiore. 
Si usa anche per indicare una cotissa o una pezza allungata bordata da una serie di boccioli di fiori.
Quando i boccioli sono all'interno si parla di controbocciolato. Quando il fiore è allargato, la stessa disposizione genera il fiordalisato.

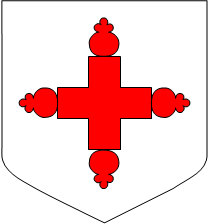
D'argento, alla croce bocciolata di rosso
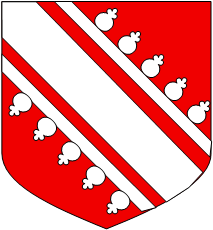
Di rosso, alla banda accostata da due cotisse bocciolate d'argento (Bassa Alsazia)

### Bordato
Bordato è un termine utilizzato in araldica quando le pezze hanno un bordo, di smalto diverso, che gira tutto attorno.
Spesso il termine viene impiegato anche per indicare lo scudo circondato da un bordo di smalto diverso, ma si tratta di un uso improprio, perché per lo scudo si dovrebbe blasonare «di ---, alla bordura di ---», riservando il termine bordato alle sole pezze o, al massimo, ad altre figure di minore rilevanza, quali, ad esempio, i collari. Talora si usa il termine filettato quando la pezza è bordata da un filetto.
Alcuni araldisti utilizzano il termine sarchiato per definire le pezze e le croci caricate con un filetto di smalto diverso che segue il bordo della figura principale.
Nell'araldica straniera si possono trovare termini diversi quando il bordo si riferisce ad una pezza o ad un'altra figura.

Croce d'argento bordata di rosso
Croce bordata (Clermont Ferrand, Francia)
D'azzurro, alla croce rossa filettata d'argento (Stemma minore della Repubblica d'Islanda)

## C

### Cannellato
Cannellato è un termine utilizzato in araldica: sarebbe il controscanalato cioè la linea di contorno fatta a semicerchi toccantisi e convessi. Dai cannelli o scannelli architettonici.
Il termine si usa per pezze i cui bordi presentano dei crescenti con le punte rivolte verso l'interno. Se le punte sono rivolte all'esterno, si parla di scanalato.

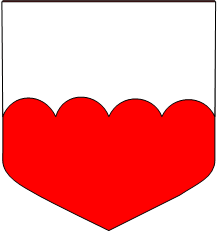
Troncato cannellato d'argento e di rosso
Croce cannellata

### Concavo
Concavo è un termine utilizzato in araldica per indicare una pezza o figura, diritta per sua specie e natura, piegata in arco col centro verso il capo.
Taluni araldisti utilizzano anche il termine curvo rovesciato.

### Contrinnestato
Contrinnestato è un termine utilizzato in araldica per indicare una pezza col doppio contorno, e le onde contrarianti.
È interessante notare che il contrinnestato si differenzia dal doppioinnestato per avere le anse di un lato corrispondenti ai vuoti sul lato opposto, il che le rende molto simile all'ondato, mentre nell'altro alle anse di un lato corrispondono quelle del lato opposto.

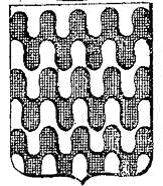
Contrinnestato d'argento e di nero
D'oro a tre leoncini d'azzurro, armati e lampassati di rosso; al capo di Rochechouart (fasciato ondato controinnestato d'argento e di rosso)[1] (famiglia de Rochechouart, conti di Limoges)
Fasciato di nero e d'argento controinnestato; col capo d'oro carico di un'aquila di nero coronata del campo (famiglia d'Adda)

### Contro...-
Posto a prefisso, davanti ad una modifica di bordura (spinata, merlata, ecc.), indica che i due lati di una pezza presentano la stessa bordura, ma con gli elementi posti alternativamente su un lato e sull'altro, e non simmetricamente.
Questo prefisso si applica solo ai motivi di limitata ampiezza, o che non possono compenetrarsi. In caso contrario, la posizione prevede che i motivi siano alternati da una parte e dall'altra, come se la stessa pezza prendesse la forma corrispondente.

### Controcannellato
Controcannellato è un termine che indica una pezza in cui le cannellature sui due lati opposti sono alternate, cioè in cui le punte di un lato sono contrapposte alle rientranze sull'altro.

### Contromerlato
Contromerlato è un termine utilizzato in araldica per indicare una pezza merlata dalle due parti e coi merli scambiati.

Di rosso, alla fascia contromerlata d'argento (Buren, Paesi Bassi)
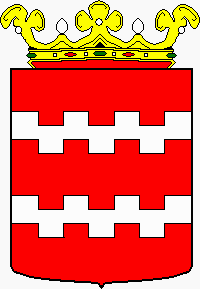
Di rosso, a due fasce contromerlate d'argento (Dongen, Paesi Bassi)

### Contronoderoso
Contronoderoso è un termine utilizzato in araldica per indicare una pezza noderosa da due parti ma coi nodi scambiati.

Tronco al naturale contronoderoso di tre pezzi (Gallenkirch, Svizzera)
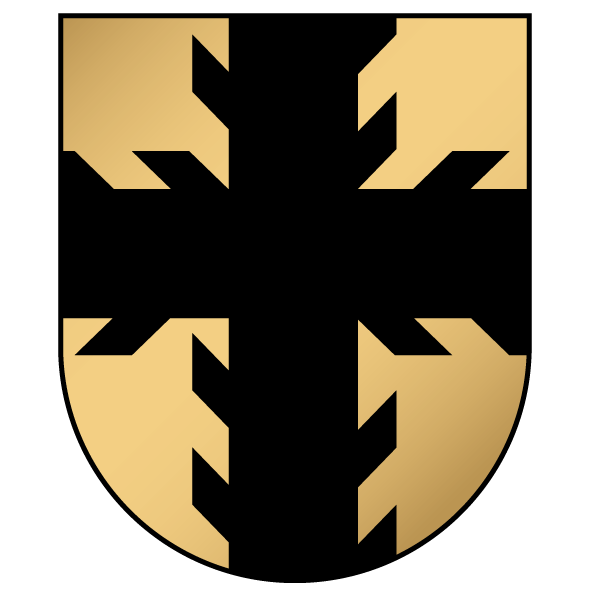
Croce contronoderosa
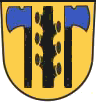
Bastone di nero, contronoderoso di sei pezzi (Hainrode/Hainleite, Germania)

### Controspinato
Vedi scanalato.

### Convesso
Convesso è un termine utilizzato in araldica per indicare una pezza o figura arcuata con il centro verso la punta.
Taluni araldisti preferiscono il termine curvo.

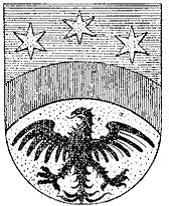
Fascia convessa di rosso
Tre fasce alzate convesse (Oberhausen, Germania)

### Coricato
Coricato è un termine utilizzato in araldica: se di animali, quando sdraiati a giacere per riposo; se di pezze a punta, come scaglioni, quando disposti colla punta verso destra araldica; o di figure che normalmente stanno diritte: chiavi, frecce, alberi, spade, gigli ecc. e si dispongono in fascia verso destra.
Per gli scaglioni con la punta rivolta a sinistra si usa il termine coricato rivoltato. Un arco è coricato quando è posto orizzontalmente con la corda verso il basso, coricato rovesciato quando la corda si presenta in alto.

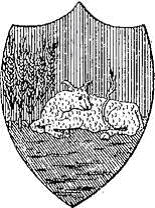
Bue coricato
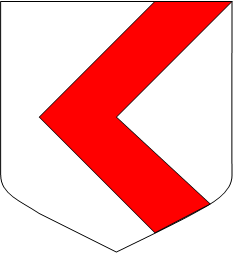
Scaglione coricato
Arco coricato (Le Vaudreuil, Francia)

### Cramponato
Con le braccia terminanti in cramponi. La croce cramponata è simmetrica della croce gammata.

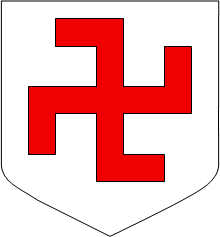
D'argento, alla croce cramponata di rosso

### Cuneato
Cuneato è un termine utilizzato in araldica per indicare una linea di partizione a lunghi denti, a somiglianza di cunei.
Il cuneato normale è in fascia, di due denti verso l'alto e un dente e due metà verso il basso, e non si blasona. Deve invece essere blasonato se ha un numero diverso di punte o segue una partizione diversa: « Cuneato di due pezzi e due metà di rosso su tre d'argento» (che è di Franconia).
Abitualmente il cuneato non attraversa tutto lo scudo, ma limita la sua ampiezza a un terzo di quella disponibile. In caso contrario si parla di cuneato da parte a parte o da un bordo all'altro, o da un fianco all'altro. Se una pezza onorevole lunga (la cui larghezza è già pari a un terzo dello scudo) è cuneata, la larghezza dei denti è uguale a quella della pezza. « Cuneato ondato in palo da un bordo all'altro di tre pezzi d'oro e di rosso » (compare nel blasone di Valladolid)

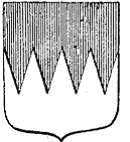
Troncato cuneato di rosso e d'argento
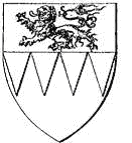
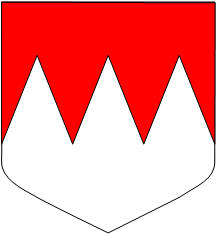
Cuneato di due pezzi e due metà di rosso su tre d'argento
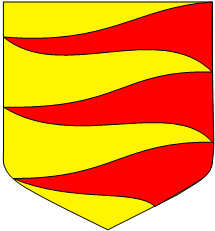
Cuneato ondato in palo da un bordo all'altro di tre pezzi d'oro e di rosso
Scudo ritondato, d'oro, al barile di vino ritto, sormontato da un tralcio di vite con grappolo d'uva nera, il tutto al naturale; con la bordura inchiavata d'argento e di rosso (comune di Lagundo)
Troncato inchiavato d'azzurro e d'armellino (Côtes-d'Armor, Francia)
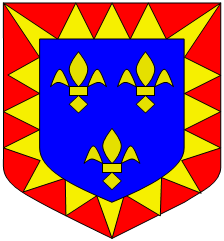
D'azzurro, a tre gigli d'oro, alla bordura inchiavata di rosso e d'oro (Ducato di Ferrara)

### Curvato
Curvato è un termine utilizzato in araldica per indicare pezze e talune figure, come la scimitarra e lo scettro che sono piegate ad arco.
Il termine indica le figure curvate ad arco con la concavità rivolta verso il basso. Se la concavità si rivolge invece verso l'alto si usa il termine curvato rovesciato. Se la pezza è verticale si blasona curvato a destra, per la concavità rivolta a sinistra, o curvato a sinistra, per la concavità rivolta a destra.
Si incontrano anche pezze o figure curve solo su uno dei lati e in tal caso si può blasonare il lato curvo. Ad esempio fascia curva verso la punta.

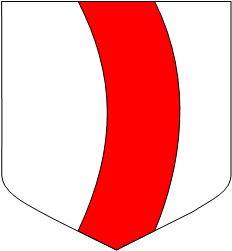
D'argento, al palo curvato a sinistra di rosso
Di verde, al palo curvato a destra d'oro (Christiansholm, Germania)
Palo d'oro caricato di un palo di rosso, curvato a destra (Tarasp, Svizzera)
D'argento, a due pali di rosso curvati verso i fianchi dello scudo (Bergen-Enkheim, quartiere di Francoforte, Germania)
Di rosso, alla banda curvata d'argento (Altbach, Germania)
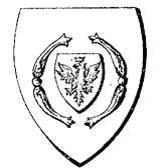
Scettri curvati
Cunei curvati (Chojniki, Bielorussia)
Triangolo curvato (Campo di Trens)
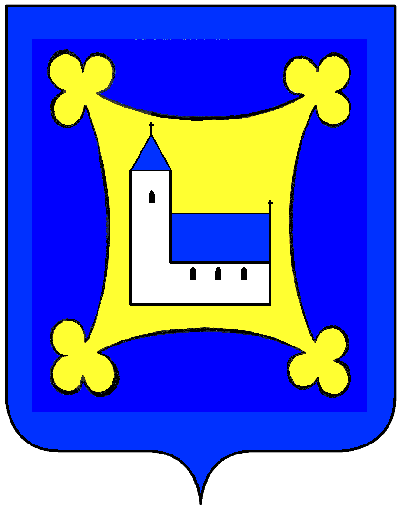
Grande quadrato curvato e trifogliato (Senale)
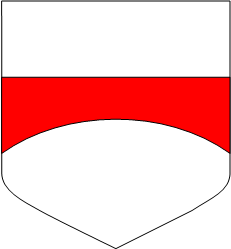
D'argento, alla fascia curva verso la punta di rosso
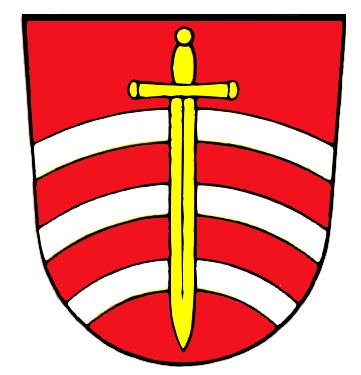
Di rosso, a tre fasce curvate, alla spada d'oro rovesciata attraversante (Maisach, Germania)

## D

### Dentato
Dentato è un termine utilizzato in araldica per indicare una linea di contorno fatta a denti.
Quando ci si riferisce ad una pezza con due linee di partizione (come la fascia, il palo, la banda, la sbarra, etc.) deve essere blasonata la posizione della linea a dente di sega (superiore, inferiore, destra, sinistra). Se invece la dentatura è presente su entrambe le linee, si blasona doppio dentato. 
Quando i denti sono di grandi dimensioni si usa il termine increspato o a spina di pesce. Quando sono molto appuntiti si dice cuneato.
Nel caso particolare della dentatura presente nella parte inferiore della fascia si usa il termine foglia di sega. Va blasonata l'eventuale posizione dei denti sulla parte superiore. L'araldica francese ammette che la foglia di sega possa essere anche posta in banda o in sbarra.

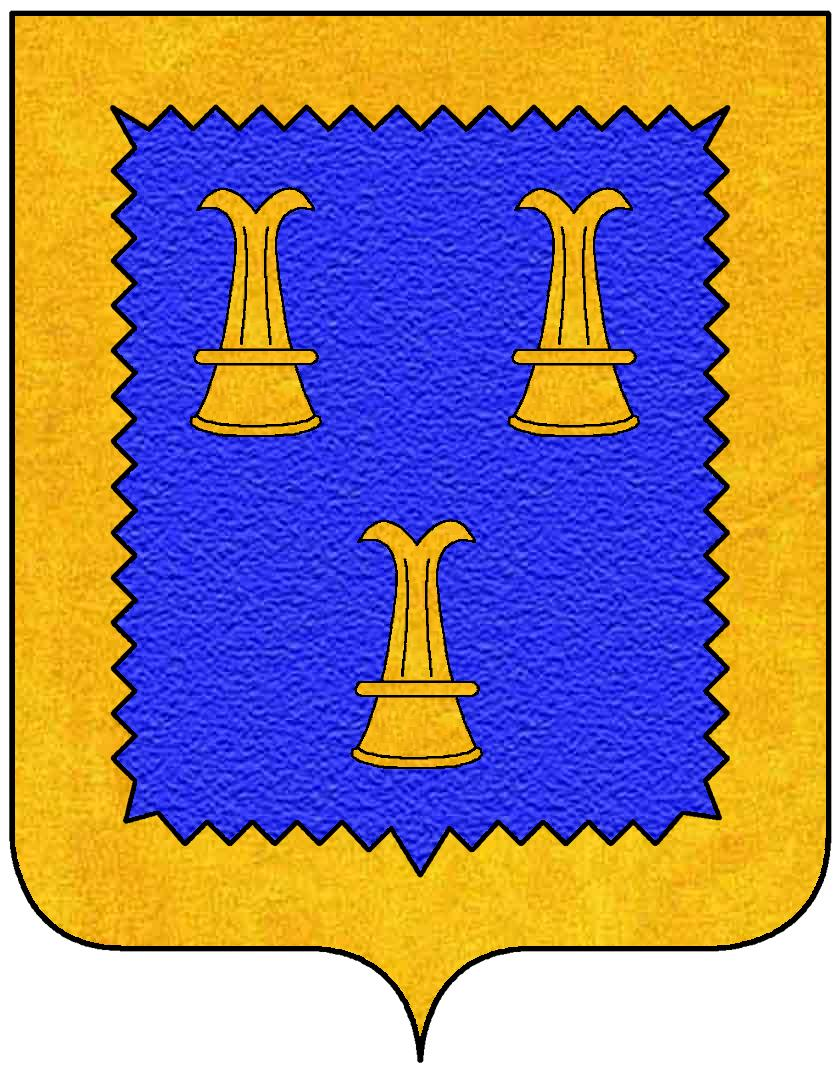
Bordura dentata
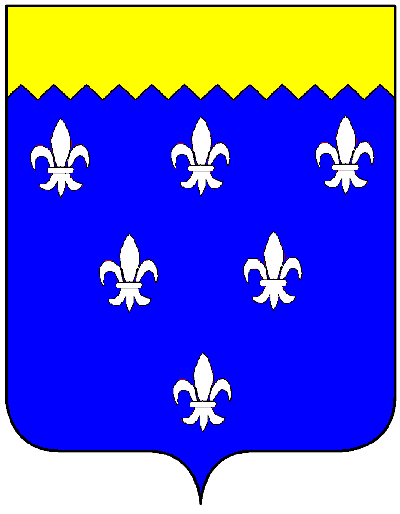
Colmo dentato (famiglia Kemmerer Dalburg)
D'argento, alla decusse doppiodentata
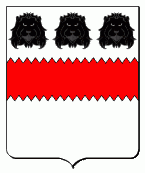
D'argento, alla fascia doppiodentata di rosso (William Pulteney, I conte di Bath)
D'oro, alla banda doppiodentata d'azzurro (stemma della famiglia La Baume-Montrevel[2] e del comune di Montrevel-en-Bresse,[3] Francia)
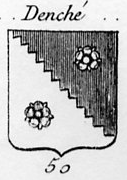
Trinciato dentato
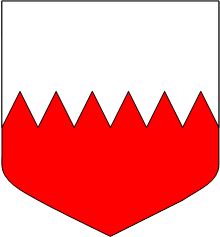
Troncato dentato d'argento e di rosso
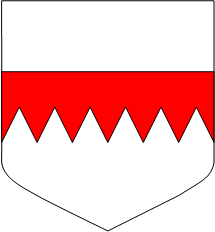
D'argento, alla foglia di sega di rosso

### Denticolato
Intende lo scudo in cui i bordi sono circondati da piccoli merli, soprattutto lungo il perimetro (salvo specificazione contraria). Teoricamente, il tratto dentato si comporrebbe canonicamente di quattordici pezzi, ma questa regola sembra non essere mai stata strettamente rispettata. «D'argent denticulé de gueules ("D'argento denticolato di rosso")».

### Di otto punte (detto della croce)
Indica le croci le cui braccia terminano con incavi triangolari a formare due punte per ogni braccio: «d'argento, alla croce di otto punte di rosso». 
Nell'araldica francese si usa il termine fourchée, che si riferisce in genere a tutte le pezze allungate, che le fanno assomigliare ad una forchetta per lumache. Nell'araldica inglese, lo stesso termine fourche indica invece la croce con le braccia che terminano a forma di V.

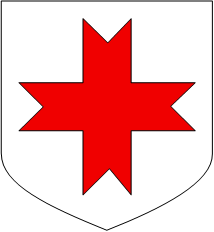
D'argento, alla croce di otto punte di rosso
Croce inglese fourchee

### Diminuito
Diminuito è un termine utilizzato in araldica per le pezze onorevoli, diminuite in larghezza e, generalmente, accresciute in numero.
È superfluo, per il blasone italiano, cercare di tradurre i nomi speciali francesi delle diminuzioni della fascia (devise, burelle, trangle), palo (vergette), banda (cotice), scaglione (etaie), capo (comble), campagna (plaine); tutte disposizioni di fatto, necessarie, più che intenzionali.

Roberto, Conte di Clermont, Signore di Bourbon

### Disgiunto
Disgiunto è un termine utilizzato in araldica per le pezze delimitate da due linee parallele (palo, fascia, banda, sbarra) quando sono costituite da due rettangoli separati che si toccano per un vertice e presentano due lati contrapposti allineati sulla stessa retta.

Trinciato d'azzurro e di rosso, al bastone disgiunto d'argento posto in banda (Gasny, Francia)
Di rosso, alla fascia disgiunta d'argento (Gräveneck, frazione del comune di Weinbach, Germania)
Di rosso, al palo disgiunto d'argento (Conrad de Zirn)[4]

### Doppioinnestato
Vedi innestato.

### Doppiomerlato
Doppiomerlato è un termine utilizzato in araldica per indicare una pezza merlata dalle due parti, coi merli opposti.

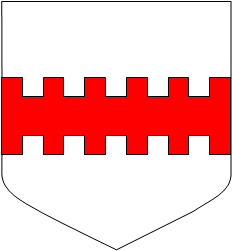
D'argento, alla fascia doppiomerlata di rosso
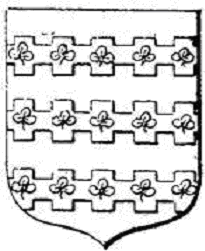
Tre fasce doppiomerlate
Fascia doppiomerlata di nero (Saint-Nom-la-Bretèche, Francia)
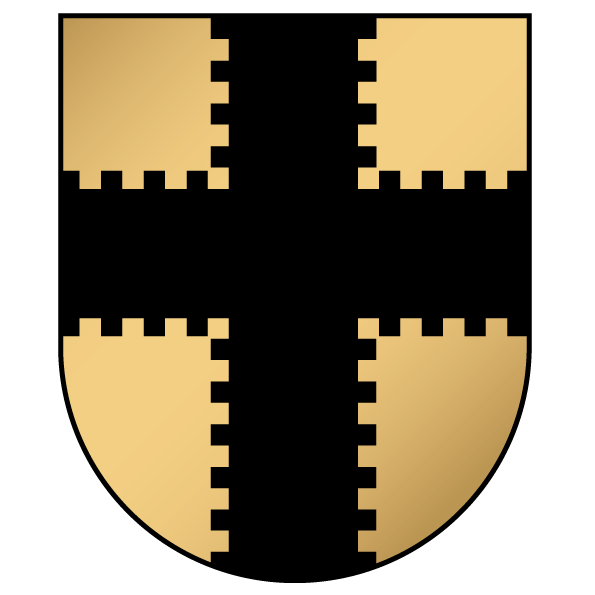
Croce doppiomerlata

## E

### Éclopé
Si dice di un tratto piegato due volte ad angolo retto.

## F

### Fiammeggiante
Fiammeggiante è un termine utilizzato in araldica per indicare pezze e figure che escono in fiamme ondate ed aguzzate.
Si riferisce a pezze o figure appuntite (pila, spada, punta, raggio), quando hanno i bordi ondati a forma di fiamma.

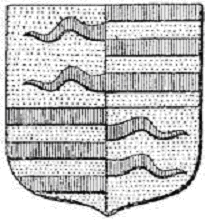
Due fasce ridotte fiammeggianti
D'oro, al palo dal piede fiammeggiante di rosso (Comus, Francia)

### Filettato
Vedi bordato.

### Fioronato
Detto delle figure che terminano a forma di fiorone, quindi ornata con fioroni. Perciò, una croce fioronata è una croce che ha ogni braccio terminante con un fiorone.

### Fiordalisato
Detto delle pezze, o figure, con le estremità a forma di gigli, o bordate di gigli. Quando i gigli compaiono anche nella parte interna si usa il termine controfiordalisata. 
Molti araldisti preferiscono i termini fiorito di gigli e contrafiorito di gigli. 
L'esempio più noto della bordura fiordalisata e controfiordalisata è presente nello stemma reale di Scozia.

D'azzurro, a due bastoni fiordalisati d'argento posti in decusse (famiglia d'Elbène de Blanly)
Bordura fiorita e contrafiorita di gigli (Stemma reale di Scozia)

### Fitto
Fitto è un termine utilizzato in araldica e indica il palo, la croce o la pezza verticale la cui parte inferiore è resa aguzza come se dovesse essere piantato per terra: « d'azzurro, alla croce patente e fitta d'oro » (che è di Aragona antica). Una croce fitta è necessariamente scorciata.

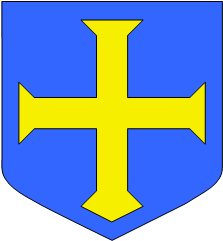
D'azzurro, alla croce patente e fitta d'oro
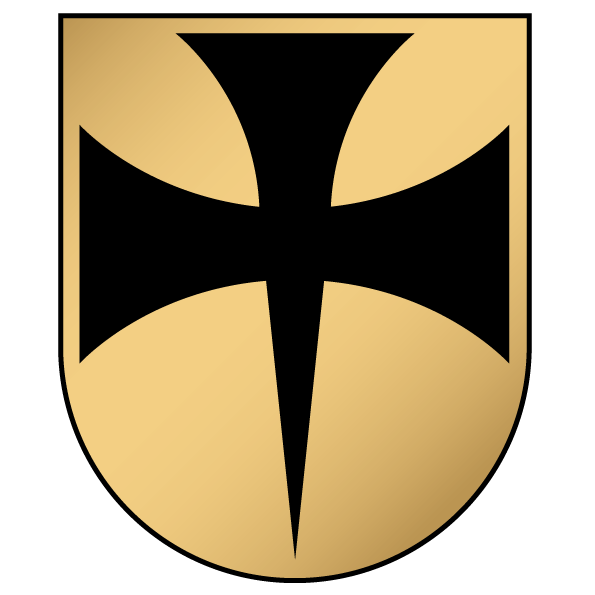
Croce patente scorciata fitta
Di rosso, al covone di segale d'oro sormontato da un rincontro d'alce dello stesso, accompagnato da cinque crocette fitte d'argento, una posta in capo e due in ciascun fianco dello scudo (Hollola, Finlandia)
Croce a due bracci fitta (Zvolen, Slovacchia)
Croce (Crans-près-Céligny, Svizzera)
Croce fitta (Libero Stato di Oldenburg)

## G

### Gammata
Pezza (normalmente una croce) con le braccia terminanti con la forma della lettera greca gamma, cioè con un segmento diretto verso destra: « d'argento, alla croce gammata di rosso ». 
La croce gammata è, molto raramente, chiamata gammadion. È una figura indiana, in questo senso detta svastica, e definita sausvastica quando la rotazione è in senso opposto.
L'emblema (non nobiliare) del Partito Nazista dal punto di vista araldico non sarebbe una croce uncinata, ma « di rosso, alla rotella d'argento, caricata di un decusse gammato di nero ».

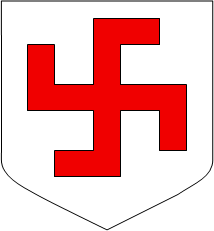
D'argento, alla croce gammata di rosso
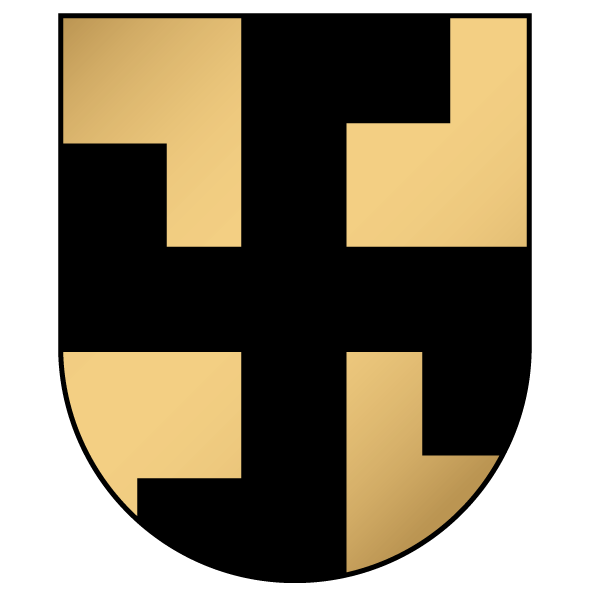
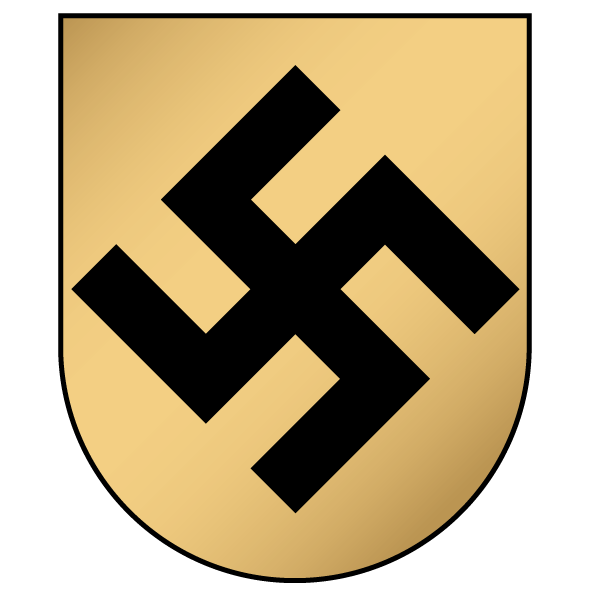
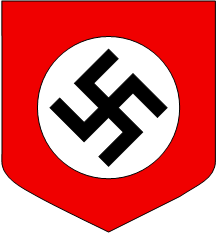
Di rosso, alla rotella d'argento, caricata di un decusse gammato di nero

## I

### Inchiavato
Vedi cuneato.
Taluni araldisti stimano l'inchiavato un termine generico da equiparare all'innestato.

### Increspato
Vedi a spina di pesce.

### Indentato
Vedi dentato.

### Innestato
Innestato è un termine utilizzato in araldica per indicare una linea di contorno piegata a onde grosse; che quando è depressa nel sommo diventa nebulosa.
Alcuni araldisti preferiscono considerare innestato come un termine generico che si riferisce a qualunque linea di contorno non rettilinea che separa due campi. Secondo questa interpretazione le partizioni innestate possono essere quindi merlate, cuneate, nebulose ecc. 
In qualche caso le rientranze hanno la base più stretta della sommità per cui, se si trattasse di corpi solidi, non li si potrebbe separare per semplice trazione. Un esempio di tali linee sono gli innesti a coda di rondine utilizzati dai falegnami per saldare tra loro due legni. L'araldica francese, nel caso di base più stretta della sommità, usa il termine nebulé che assume quindi un valore diverso dall'italiano nebuloso; preferisce invece il termine enté o ondé quando le ondulazioni non sono superate, cioè quando la larghezza delle basi è superiore a quella delle sommità. In quest'ultimo caso esiste corrispondenza con l'araldica italiana che preferisce il termine ondato se l'ampiezza delle onde è piccola.
Se le anse si trovano su un solo lato di una fascia (o palo, o banda, o sbarra) si ha l'innestato semplice; se le anse compaiono su entrambi i lati e si corrispondono, si ha il doppioinnestato; se infine le anse di un lato corrispondono al vuoto sull'altro si ha in contrinnestato.

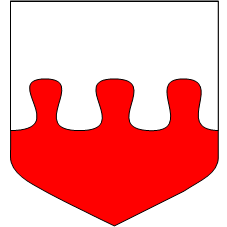
Troncato innestato d'argento e di rosso
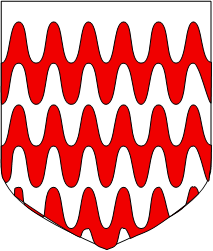
Innestato d'argento e di rosso di sei pezzi
Troncato innestato d'azzurro e d'argento (Meisterschwanden, Svizzera)
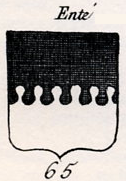
Innestato di nero e d'argento

## M

### Mancante
Pezza di cui manca la metà destra o sinistra.

D'azzurro, a un giglio d'oro mancante a sinistra, accostato da un pastorale rivoltato dello stesso (Saint-Cloud, Francia)
Di rosso, al giglio d'argento mancante a destra (La Bassée, Francia)

Il termine è usato anche per indicare uno scaglione in cui uno dei bracci presenta un'interruzione.

Di verde, allo scaglione mancante d'argento (Montgaillard, Francia)

### Merlato
Merlato è un termine utilizzato in araldica per indicare una linea di contorno a merlature; edificio con merli.
La posizione ordinaria dei merli è sul lato superiore della pezza o figura; la posizione inferiore deve essere blasonata col termine merlato rovesciato. Quando i merli sono inclinati si trovano le varianti merlato a sbarra e merlato a banda.

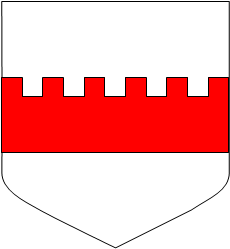
D'argento, alla fascia merlata di rosso
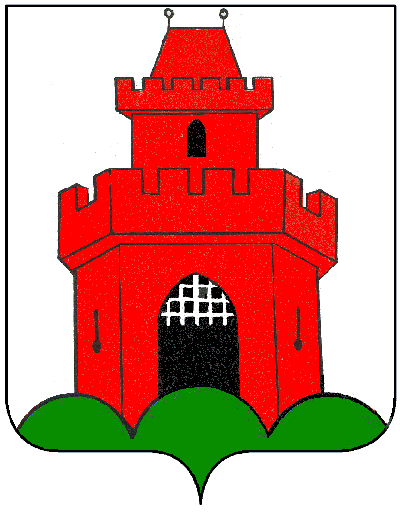
Muro merlato (stemma di Brunico)
Muro merlato (Bottenwil, Svizzera)
Troncato merlato (Eggenwil, Svizzera)
Partito merlato (Akaa, Finlandia)
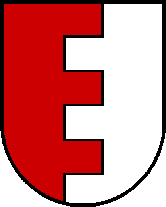
Partito merlato di tre pezzi d'argento e di rosso (Rohr im Kremstal, Austria)
Fascia merlata di tre pezzi (Avully, Svizzera)
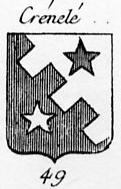
Trinciato merlato

### Merlato alla ghibellina
Merlato alla ghibellina è un termine utilizzato in araldica per indicare le merlature tagliate a coda di rondine.

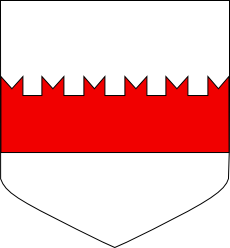
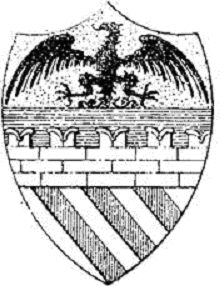
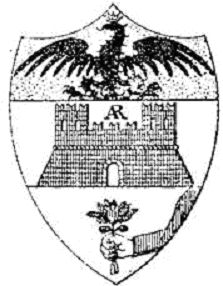
Castello con torri merlate alla ghibellina (Spotorno, Liguria)

### Merlato alla guelfa
Alla guelfa è un termine utilizzato in araldica quando un edificio ha le merlature quadre.

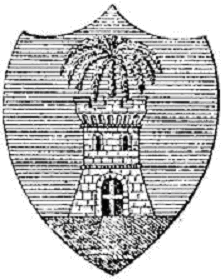
Castello merlato alla guelfa (de Levya)
Muro merlato alla guelfa di quattro pezzi (stemma di Bottenwil, Svizzera)
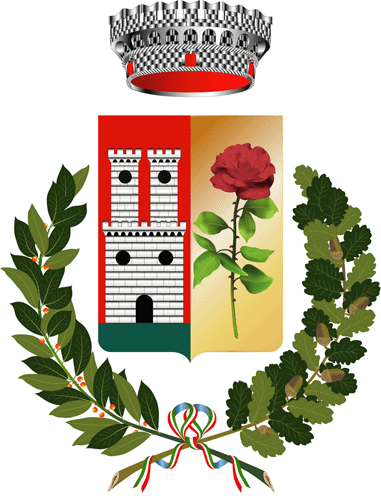
Castello merlato alla guelfa (stemma di Castelspina)

### Merlato rovesciato
Merlato rovesciato è un termine utilizzato in araldica per indicare una pezza merlata solo sul lato inferiore. La pezza con i merli sul lato superiore è detta merlata. Quella con i merli su entrambi i lati è detta doppiomerlata o contromerlata .

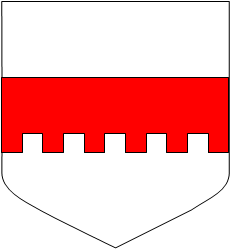
D'argento, alla fascia merlata rovesciata di rosso
Stemma Famiglia Aldobrandini: esempio di fascia doppiomerlata/contromerlata

## N

### Nebuloso
Nebuloso è un termine utilizzato in araldica per indicare il contorno dell'innestato colle curve convesse ripiegate in concavo, a foggia di nuvole.

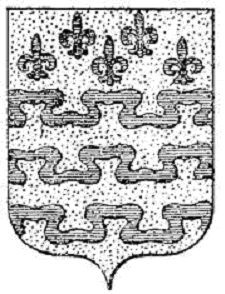
Fasce nebulose
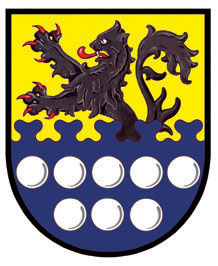
Troncato innestato nebuloso d'oro e d'azzurro (Stráž nad Ohří, Repubblica Ceca)

### Noderoso
Noderoso è un termine utilizzato in araldica per indicare il tronco o ramo, coi rami o ramoscelli tagliati dalle due parti. Linee di contorno per le pezze.
Detto delle pezze con il bordo modificato in forma di merli obliqui, o denti di sega, in forma simile ai rami tagliati di un tronco. Quando i merli sono alternati si usa contronoderoso.

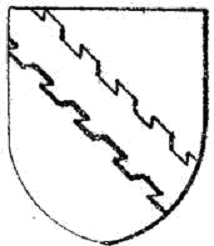
Banda noderosa
Due tronchi noderosi di rosso, passati in decusse (Essert-sous-Champvent, Svizzera)
D'argento, alla croce in decusse contronoderosa di rosso. (Croce di Borgona)

## O

### Ondato
Ondato è un termine utilizzato in araldica per indicare una linea di contorno con onde basse.
Il termine qualifica una pezza i cui bordi sono costituiti da sinuosità concave e convesse, che ricordano delle onde: « d'oro, a tre fasce ondate d'azzurro » (che è di Agde). L'ampiezza delle onde deve essere inferiore alla larghezza della fascia, altrimenti si parla di innestato. Una punta ondata d'argento e d'azzurro rappresenta frequentemente l'acqua, come nell'arma di Lisbona.

D'argento, a tre fasce ondate d'azzurro bandate (blasone di Samuel de Lestapis)
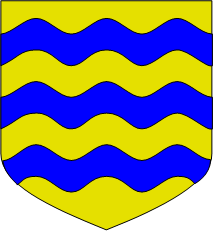
D'oro, a tre fasce ondate d'azzurro (Agde, Francia)
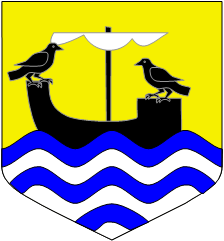
Punta ondata d'argento e d'azzurro (stemma di Lisbona)
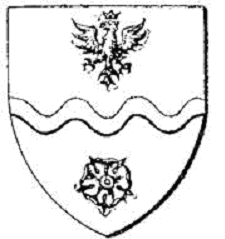
Fascia ondata
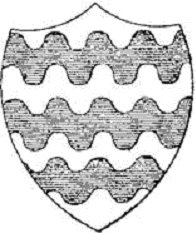
Fasce ondate
Palo ristretto ondato (Valle Aurina)
Banda ristretta ondata (Erlinsbach, Svizzera)
Fasciato ondato (Etzgen, Svizzera)
Fascia ondata ristretta (Paudex, Svizzera)
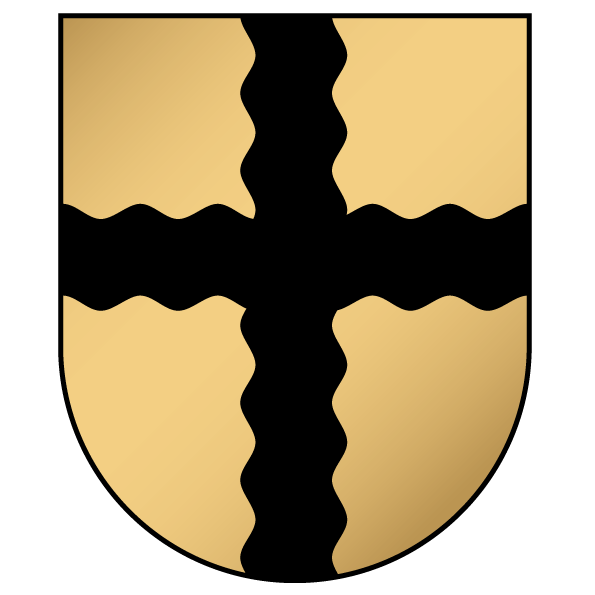
Croce ondata

## P

### Palizzato
Palizzato è un termine utilizzato in araldica per indicare una linea di contorno merlata in cui i singoli merli hanno una sommità triangolare invece che piana. Taluni araldisti preferiscono il termine palificato.

Partito d'argento e di rosso, troncato palizzato dell'uno all'altro (Pirkkala, Finlandia)
Partito palizzato di rosso e d'oro di sei pezzi (Dun, Francia)

### Patente
Patente è un termine utilizzato in araldica per la croce, con le braccia che si allargano.
Il termine è riferibile anche ad altre pezze, come il palo, la fascia, ed altre. La pezza che presenta più frequentemente questa modifica è però la croce: d'argento, alla croce patente di rosso (che è della Contea di Comminges). In qualche caso la croce a "zampe d'elefante" di Comminges è stata impropriamente disegnata con le zampe sproporzionate che si toccano, in modo tale che il fondo compare sotto forma di quattro figure a forma di mandorla, dette per l'occasione otelles o, in italiano mandorle pelate. 
Nell'araldica napoleonica, gli arcivescovi portano un quartier franco (d'azzurro per i conti, di rosso per i baroni) caricato da una croce patente d'oro.
Una croce patente non è necessariamente scorciata, ma spesso questa modifica è sottintesa: di rosso, alla croce patente d'argento (che è di Vladimir).

D'argento, alla croce patente di rosso (Contea di Comminges)
Di rosso, alle mandorle pelate d'argento (Comminges)
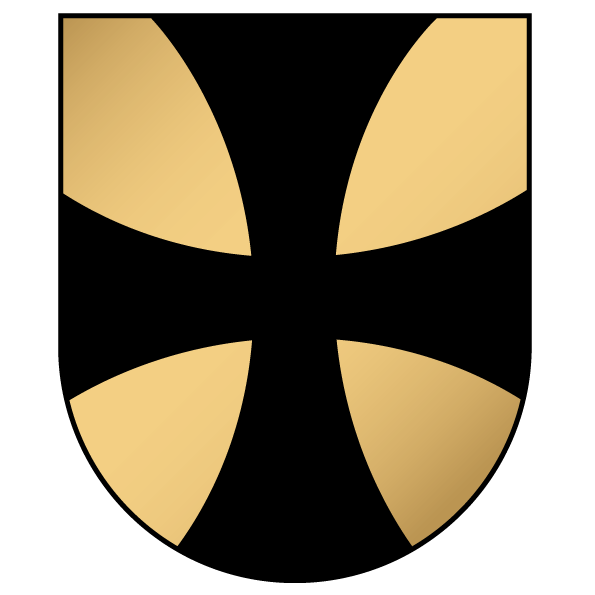
Croce patente
Croce patente (Murgenthal, Svizzera)
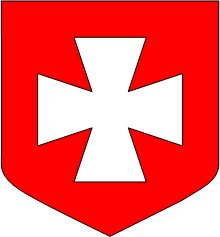
Di rosso, alla croce patente d'argento (di Vladimir)
Croce patente e spada (Kryčaŭ, Bielorussia)
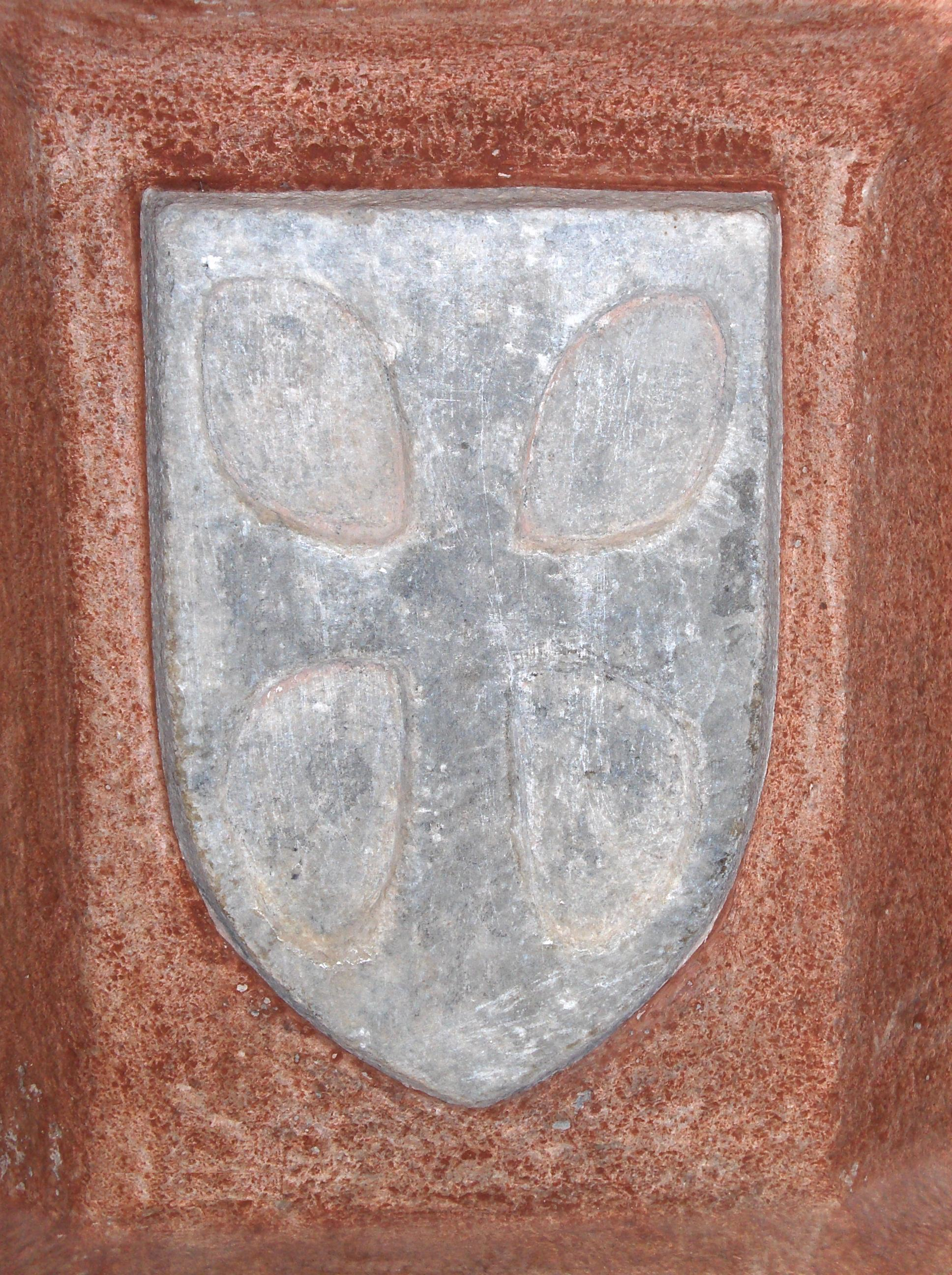
Quattro otelles addossate e poste in decusse (conti di Comminges)
Nel capo quattro mandorle pelate (otelles) (Bagnères-de-Luchon, Francia)
D'argento, alla croce patente di rosso accantonata da quattro aquile di nero dal volo abbassato (famiglia Gonzaga)

### Piegato
Attributo del mantellato quando è delimitato da due linee curve rivolte verso il basso. Il termine trova applicazione anche per il cappato, per lo scaglione, ecc.

### Potenziato
In araldica il termine potenziato indica una pezza, o figura, che termina in forma di T greco. La figura elementare, a forma di T, è detta potenza. 
Uno degli esempi principali è quello della croce potenziata. La croce potenziata è detta croce di Gerusalemme, per il suo uso sulle armi del regno di Gerusalemme.
Quando ognuno dei bracci della croce potenziata è a sua volta potenziato alle due estremità, si parla di croce ripotenziata.
Esiste anche una forma particolare di vaio, detta vaio potenziato, in cui le classiche campanelle argento e azzurre sono sostituite da figure a forma di T.

D'argento, alla croce di Gerusalemme d'oro, accantonata da quattro crocette dello stesso (blasone del regno di Gerusalemme)
Due crocette potenziate di nero (Provincia di Catanzaro)
Croce potenziata e accantonata da quattro crocette (croce dell'Ordine del Santo Sepolcro)
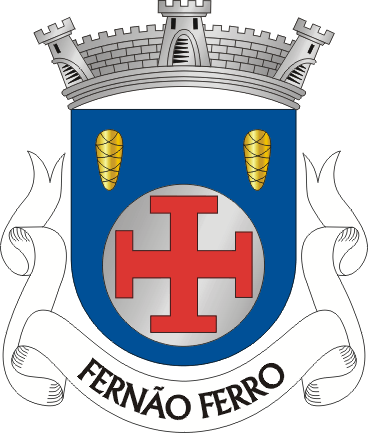
Croce potenziata di rosso (Fernão Ferro, freguesia di Seixal, Portogallo)
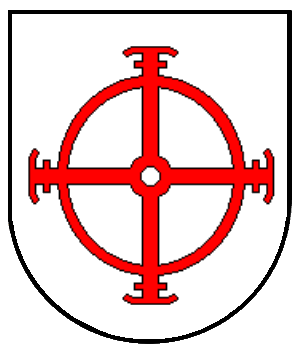
Croce con le braccia allungate e potenziate (Metterzimmern, quartiere di Bietigheim-Bissingen, Germania)
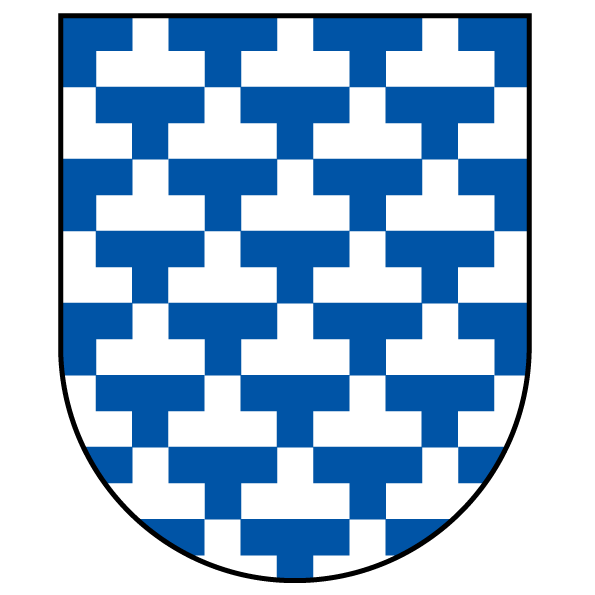
Vaio potenziato

## R

### Ricrociato
Ricrociato è un termine utilizzato in araldica per la croce le cui braccia terminano con altre croci.

D'argento, alla croce ricrociata di rosso
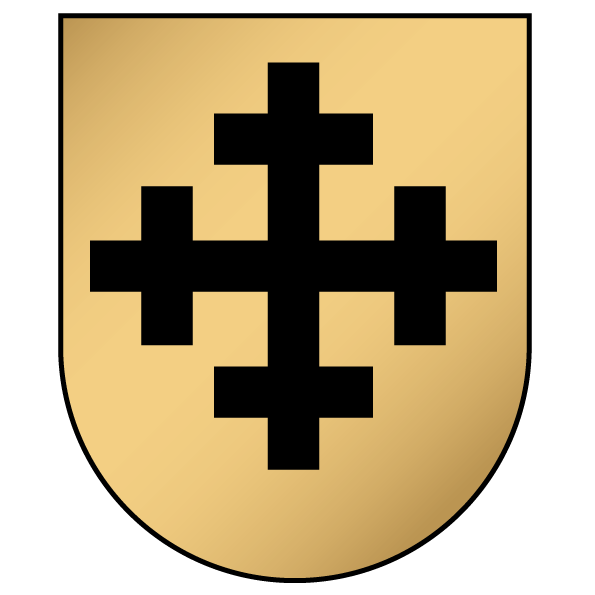
D'oro alla croce ricrociata di nero
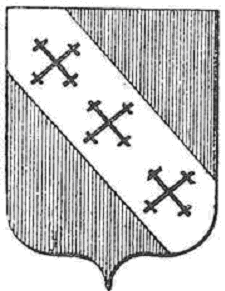
Tre croci ricrociate

### Ripotenziato
Vedi potenziato.

### Risarchiato
Modifica di una pezza bordata da un filetto dello stesso smalto: d'argento, alla croce risarchiata di rosso. Il termine viene usato quando tra la pezza ed il filetto che la borda, si vede il colore del fondo. Qualora il colore dello spazio tra la pezza ed il bordo sia diverso dal fondo, è più appropriato il termine sarchiato.

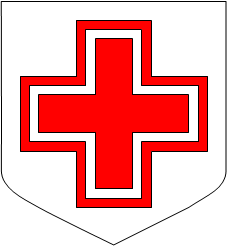
D'argento, alla croce risarchiata di rosso

### Rotto
Rotto è un termine utilizzato in araldica per indicare lo scaglione spezzato al vertice e con i due bracci che si toccano solo in un punto.

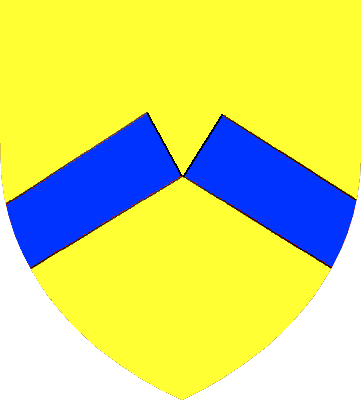
D'oro, allo scaglione rotto d'azzurro
D'argento, allo scaglione rotto di rosso, accompagnato da tre anelletti di nero (famiglia Le Clerc de La Verpillière)

### Rovesciato
Rovesciato è un termine utilizzato in araldica per indicare una figura voltata sossopra.
Il termine si riferisce alle figure la cui posizione è alterata lungo la direzione verticale e non deve essere quindi confuso con il termine rivoltato che si utilizza, invece, per le figure voltate verso sinistra. Taluni utilizzano anche il termine riversato, direttamente derivato dall'originale francese.

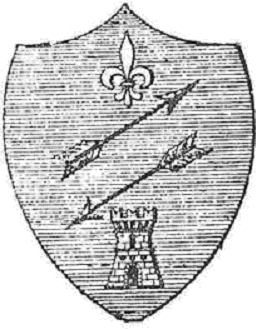
Due frecce, una rovesciata
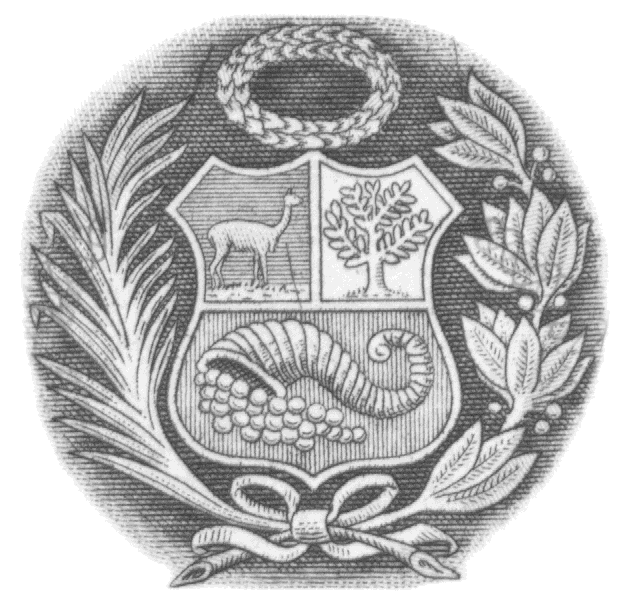
Corno di Amaltea rovesciato nello stemma del Perù
Cuori rovesciati (famiglia Colleoni)
D'oro, alla lettera maiuscola V, rovesciata, di verde [...] (San Bellino, Italia)

## S

### Sarchiato
Indica la pezza la cui bordura, a differenza del bordato, non ne tocca il bordo: « croce d'argento sarchiata di rosso ». Il termine trova applicazione quando lo smalto del fondo è diverso da quello della bordura, altrimenti è da preferirsi risarchiato.

Croce d'argento sarchiata di rosso

### Scanalato
Scanalato è un termine utilizzato in araldica per indicare una linea di contorno a semicerchi concavi ed appressati.
Gran parte degli araldisti moderni preferisce, a scanalato, il termine spinato, che esiste anche nella variante spinato allargato. Il termine è impiegato quando le punte sono rivolte verso l'esterno della figura, mentre se le punte sono rivolte all'interno va impiegato il termine cannellato. Il termine può riferirsi anche ad una linea di partizione
Il termine controspinato si usa per la pezza spinata su entrambi i lati.

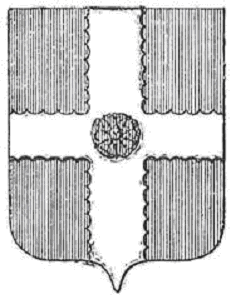
Croce scanalata
Di rosso, alla croce spinata d'argento (famiglia d'Estourmel)
D'azzurro scaccato d'oro, alla bordura spinata di rosso (Eudes, conte di Nevers)
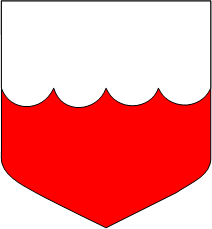
Troncato spinato allargato d'argento e di rosso
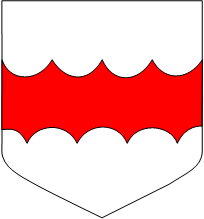
D'argento, alla fascia controspinata allargata di rosso
Banda controspinata di rosso

### Scoppiato
Vedi spaccato.

### Scorciato
Scorciato è un termine utilizzato in araldica per le pezze che dovrebbero toccare i lembi dello scudo e si fanno più corte.
Il termine è usato:
- per la pezza onorevole accorciata che non tocca le estremità dello scudo, sia ad una sola estremità sia a tutte; come per le figure «d'argento, alla croce scorciata di rosso».
- per la pezza il cui colore non è lo stesso per tutta la sua lunghezza. L'intervallo scorciato è quello riempito di un colore diverso «d'argento, alla fascia di rosso scorciata d'azzurro».

Di rosso, alla croce scorciata (stemma nazionale della Confederazione Elvetica)
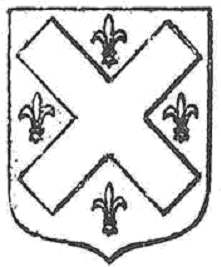
Decusse scorciato
Croce di Sant'Andrea scorciata (stemma di Aldino/Aldein)
Croce patente scorciata (Distretto di Kryčaŭ, Bielorussia)
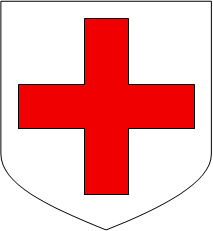
D'argento, alla croce scorciata di rosso
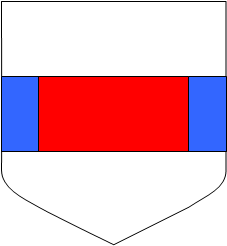
D'argento, alla fascia di rosso scorciata d'azzurro
D'oro, a tre pali scorciati e aguzzati in punta di rosso (Briey, Francia)

### Spaccato
Spaccato è un termine utilizzato in araldica per indicare un monte, bomba, granata, scoppiati; melagrana, popone, aperti.
Alcuni araldisti preferiscono il termine scoppiato. Molti altri utilizzano il termine spaccato in luogo di troncato, per indicare la partizione che divide uno scudo in due parti uguali con una linea orizzontale.

Semipartito spaccato: nel primo d'azzurro ad una corona a cinque punte d'oro attraversata da due fronde di verde, poste in croce di Sant'Andrea; nel secondo d'argento ad un sole di rosso con un cartiglio svolazzante tra i raggi caricato del motto "par un desir"[5]; nel terzo fasciato d'oro e di nero di quattro pezzi (stemma di Andrea Mantegna[6])

### Spinato
Vedi scanalato.

## T

### Trifogliato
Trifogliato è un termine utilizzato in araldica per indicare una linea di contorno a trifogli.

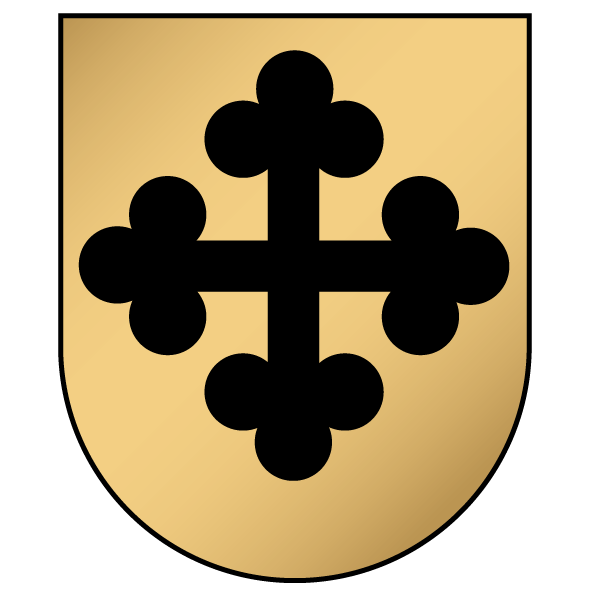
Croce trifogliata
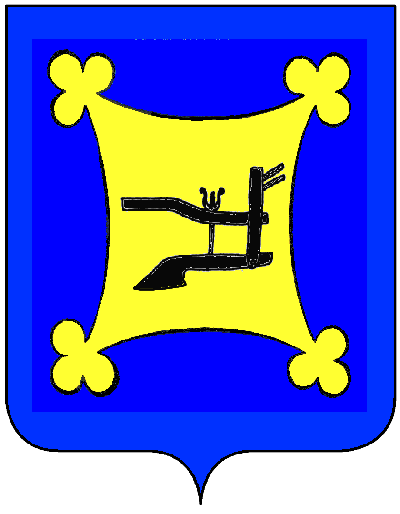
Quadrato incurvato e trifogliato (Lauregno)
D’oro, all'aquila spiegata di nero, coronata del campo, rostrata, armata e linguata di rosso, caricata in petto di un crescente montante d’argento, trifogliato alle estremità e cimato da una crocetta (Slesia ceca, presente anche nello stemma della Repubblica Ceca)
Croce trifogliata d'argento sull'inquartato (Dipartimento dell'Ain, Francia)

### Troncato
Il termine, quando riferito ad una pezza, ne indica la sommità tagliata.

D'azzurro, allo scaglione troncato accompagnato in capo da tre gigli, in punta da due punte di lancia passate in decusse, il tutto d'oro (Magnanville, Francia)